# Фёдоровский сельский совет (Карловский район)
Федоровский сельский совет (укр. Федорівська сільська рада) — входит в состав
Карловского района
Полтавской области
Украины.
Административный центр сельского совета находится в 
с. Фёдоровка.

## Населённые пункты совета
- с. Фёдоровка